# Jacob Bongertman

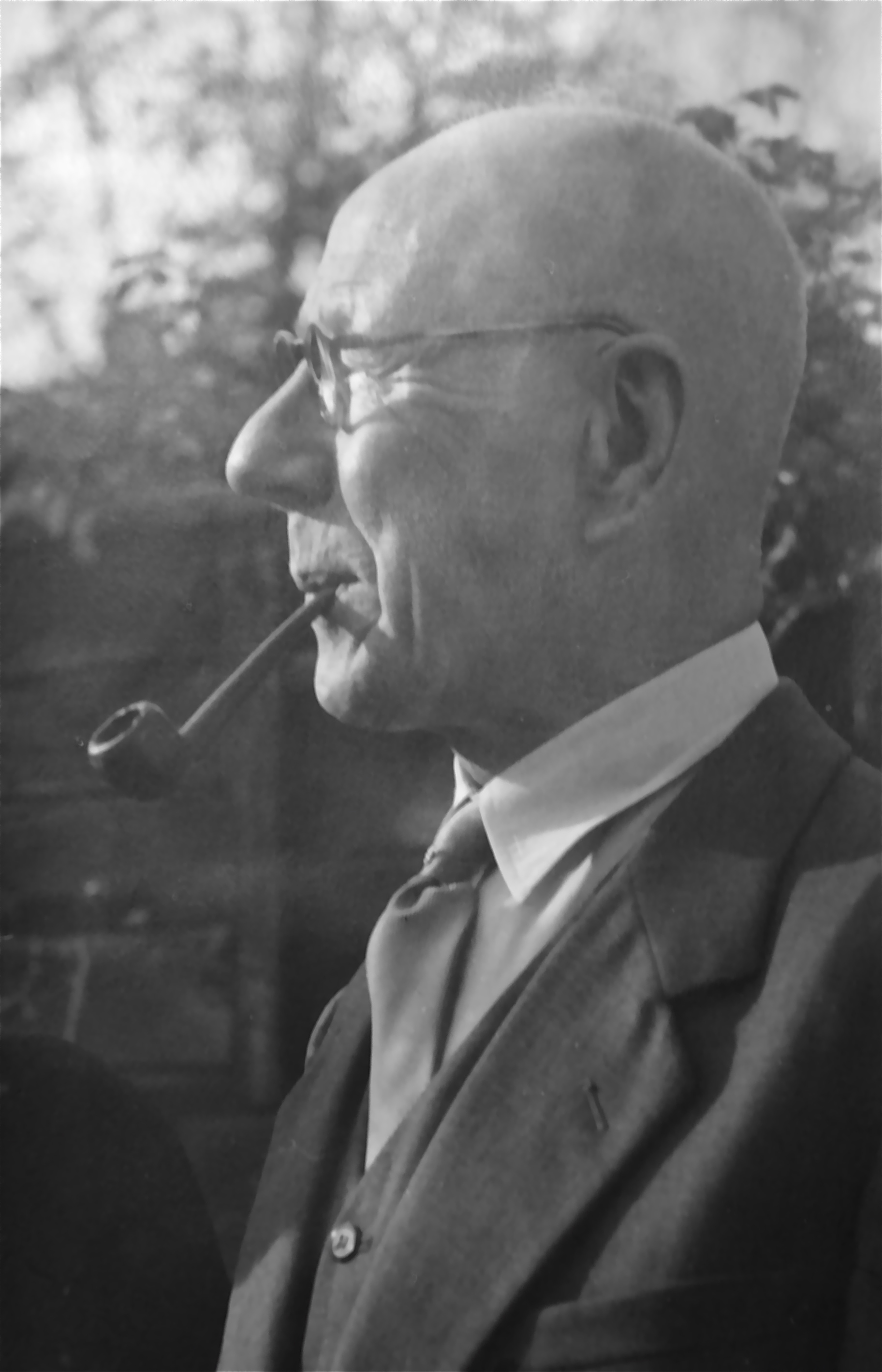
J. Bongertman

Jacob Bongertman (Leeuwarden, 1879 – Haarlem, 1965) was een Nederlandse gymnastiekleraar, die een zwemlesmethode ontwikkelde in de jaren 20 van de twintigste eeuw. 

## Opleiding
Na een aanvankelijke carrière als beroepsmilitair werd Bongertman in 1909 gymnastiekleraar in Haarlem.  Hij specialiseerde zich al snel in het klassikale zwemonderwijs. 

## Visie
Indertijd leerde men zwemmen aan de 'hengel', dat was een individuele instructie en daarom minder geschikt voor schoolonderwijs. Bongertman kwam op het idee om een cilindervormige bus te ontwerpen, met een luchtinhoud van 10 liter, die met een riem op de rug van de leerling werd bevestigd.

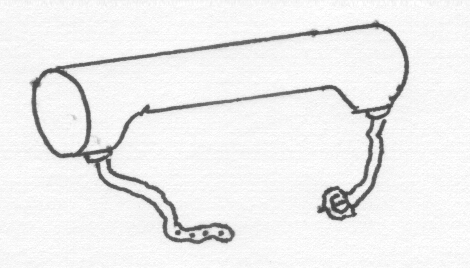
de Bongertman-zwembus

Met eenzelfde drijfmiddel dan wel een plankje of kurken in de handen kon hij een klas kinderen laten drijven en zwemles geven.
De luchtinhoud van de bus was voldoende om het verlies aan drijfvermogen, doordat men het hoofd boven water houdt, te compenseren.

## Methode
Alvorens het water in te gaan, werd aan de leerlingen op een bank in een korte les, de slag onderwezen en wel hoofdzakelijk de beenslag. Tot dan leerde men bij de hengelmethode de slag in een drietactbeweging: intrekken - spreid - sluit (1, 2, 3).
Bongertman liet de beenslag doen in een tweetactbeweging: intrekken - klap (1, 2).  De bedoeling was om de klap als één doorgaande beweging te maken. Hij noemde dit de zweepslag.
De methode kan kortweg worden samengevat:
- Begrip voor de slag oefenen op de bank.
- De natuurlijke slag is een tweetactbeweging.
- Te water leren drijven met de bussen.
- De slag daarna uitvoeren met hulp van drijfmiddelen.
- De leerling drijft en ervaart, dat hij vooruit gaat (zwemt).
- Na de beenslag volgt onderwijs met de armslag erbij.
- Beheerst de leerling de borstslag voldoende, dan volgt het rugzwemmen volgens hetzelfde principe.

## KNZB
De methode was indertijd baanbrekend en is gedurende een halve eeuw toegepast en gepropageerd door de KNZB. Bongertman was daarvan lid van verdienste. Zijn devies was 'zwemmen is drijven en voortbewegen zonder kracht'.